# Gisela Reichmann
Gisela Reichmann (fl. XX secolo) è stata una pattinatrice artistica su ghiaccio austriaca. Ha vinto l'argento al Campionato del mondo nel 1923. Ha vinto anche tre ori e un argento al campionato nazionale austriaco.

## Palmarès
| Internazionali       | Internazionali | Internazionali | Internazionali | Internazionali | Internazionali | Internazionali |
| Evento               | 1913           | 1914           | 1917           | 1918           | 1923           | 1924           |
| -------------------- | -------------- | -------------- | -------------- | -------------- | -------------- | -------------- |
| Campionati mondiali  |                | 5°             |                |                | 2°             | 4°             |
| Nazionali            |                |                |                |                |                |                |
| Campionati austriaci | 1°             |                | 1°             | 1°             | 2°             |                |